# Thanatus arenarius
Thanate des sables
Espèce
Thanatus arenarius, la Thanate des sables, est une espèce d'araignées aranéomorphes de la famille des Philodromidae.

## Distribution et habitat
Cette espèce se rencontre en Europe à l'exception du Nord-Est. Elle est présente dans les milieux ouverts et ras, en général chauds, avec un sol nu assez étendu, de sable ou de pierraille. Elle colonise des milieux intérieurs ou littoraux.

## Description

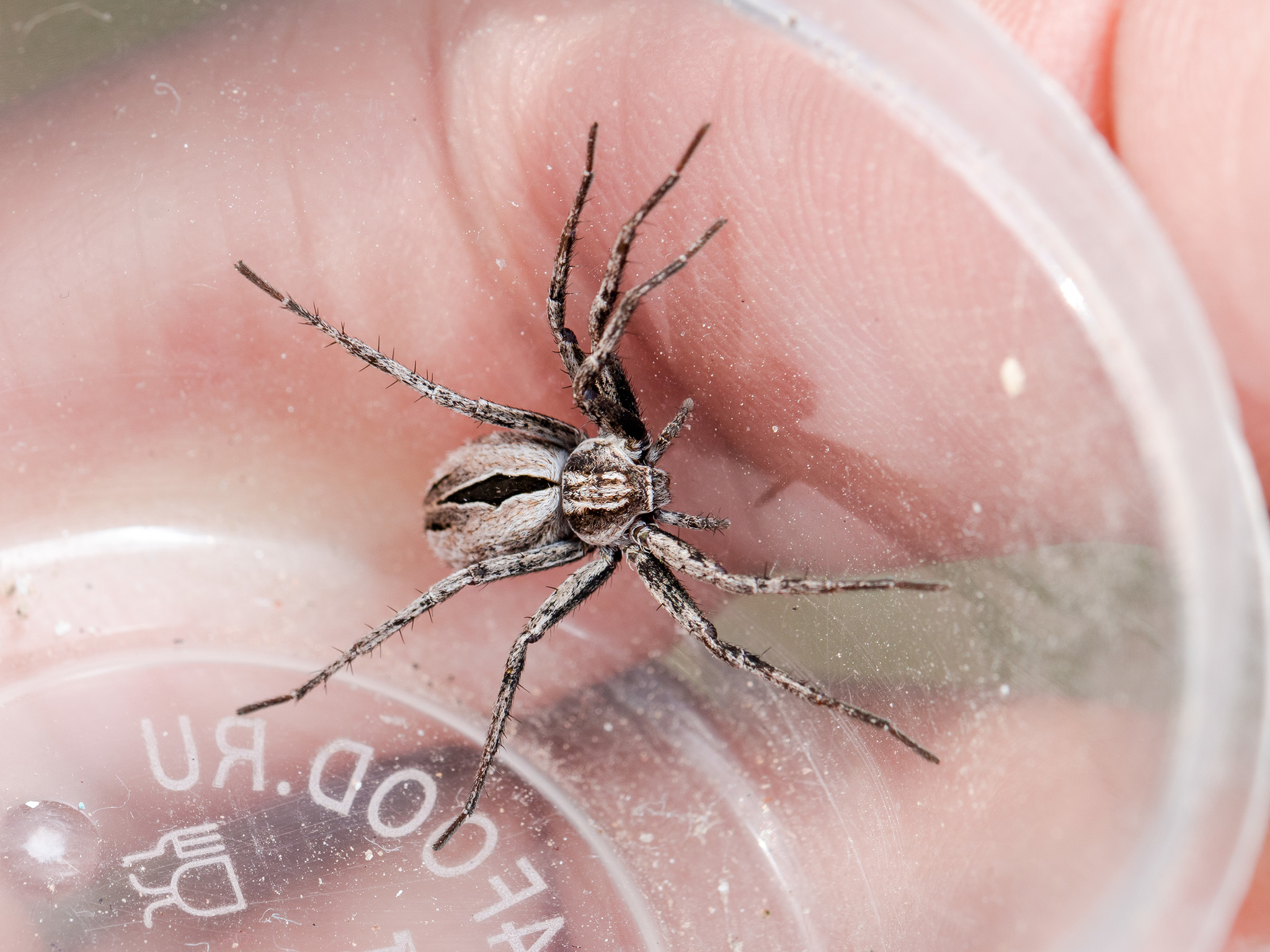
Thanatus arenarius ♀

Le mâle mesure entre 4 et 5 mm, la femelle entre 5 et 6 mm. Cette espèce a les pattes longues, de couleur grise à brune avec assez une tache abdominale losangique dorsale noire cernée de blanc. Le céphalothorax est marqué de deux bandes longitudinales blanc-jaunâtre avec une région oculaire plus sombre. Le genre Thanatus comprend une douzaine d'espèces difficiles à distinguer.

## Systématique
Le nom valide complet (avec auteur) de ce taxon est Thanatus arenarius L.Koch, 1872.
Thanatus arenarius a pour synonymes :
- Thanatus dvoraki Šilhavý, 1941
- Thanatus mundus O.Pickard-Cambridge, 1873